# Жан-Люк Ламбурд
Жан-Люк Ламбурд (фр. Jean-Luc Lambourde, нар. 10 квітня 1980, Гран-Бур) — гваделупський футболіст, який грає на позиції захисника. Відомий за виступами в гваделупському клубі «Амікаль» та у складі збірної Гваделупи.

## Клубна кар'єра
Жан-Люк Ламбурд народився у гваделупському місті Гран-Бур, та розпочав виступи на футбольних полях у французькому клубі четвертого дивізіону «Авіон» у 2003 році. У 2005 році він повернувся на Гваделупу, де став гравцем клубу «Амікаль», з яким у перший рік виступів виграв другий дивізіон чемпіонату Гваделупи та став володарем Кубка Гваделупи. У складі «Амікаля» грав до 2014 року, після вибуття команди до другого дивізіону перейшов до складу команди «Ле-Муль», з якою в сезоні 2014—2015 році став чемпіоном острова. Наступного сезону знову став гравцем «Амікаля», який повернувся до вищого дивізіону, й уже в його складі став чемпіоном Гваделупи у сезоні 2018—2019 років.

## Виступи за збірну
У 2003 році Жан-Люк Ламбурд дебютував у складі збірної Гваделупи. У складі збірної грав у розіграшах Карибського кубка та у відбіркових та фінальних матчах Золотого кубка КОНКАКАФ. У складі збірної був учасником фінального турніру Золотого кубка КОНКАКАФ 2007 року, на якому збірна Гваделупи дійшла до півфіналу турніру, а також фінальних турнірів Золотого кубка КОНКАКАФ 2009 року таЗолотого кубка КОНКАКАФ 2011 року. У складі збірної грав до 2018 року, провів у складі збірної 65 матчів, у яких відзначився 15 забитими м'ячами.